# Oensingen
Oensingen est une commune suisse du canton de Soleure, située dans le district de Gäu.

Vue aérienne (1948)